# 佐野極
佐野 極（さの たかし、1957年12月14日 - ）はシミックホールディングスの常務執行役員。東京都出身、静岡県立清水東高等学校を経て、京都大学工学部冶金学科卒業。座右の銘は「初心忘るべからず」。

## 来歴
京都大学卒業後、1980年4月に三和銀行（現三菱UFJ銀行）入行。UFJホールディングス法人企画部次長、UFJ銀行秘書役、同川崎支店長を歴任。2005年8月に、サガンドリームス（サガン鳥栖）取締役副社長に就任。2008年3月にシミックエムピーエスエス代表取締役に就任ののち、2013年10月にシミックホールディングスの常務執行役員に就任した。
スポーツ振興
サガンドリームス（サガン鳥栖）時代の経験からスポーツ支援・振興に注力。現在は特定非営利活動法人「STAR POWER」を始めとしたスポーツ分野へのバックアップを公私ともに行っている。